# Fabrica de bere Okocim

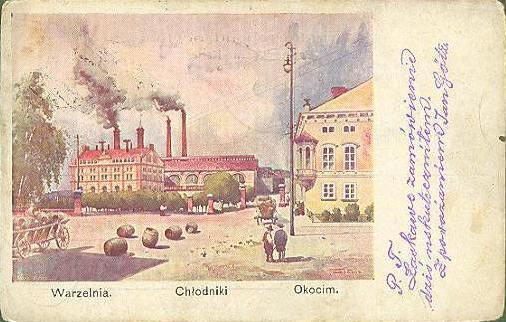
Fabrica de bere Okocim pe o carte poștală din 1900.

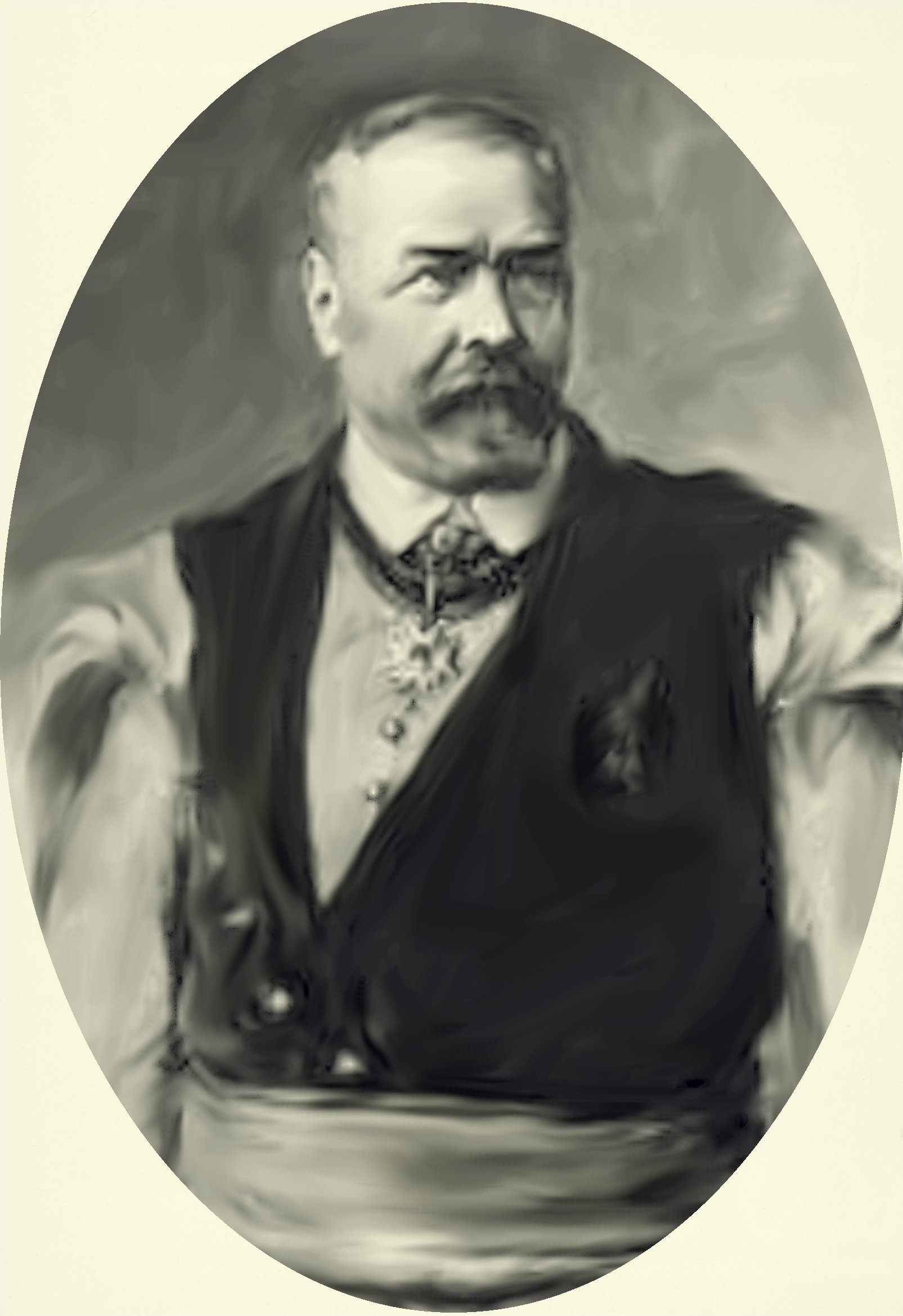
Johann Evangelist Götz, fondatorul fabricii de bere.

Fabrica de bere Okocim /əˈkɒtʃɪm/ (pronunție în poloneză [ɔˈkɔt͡ɕim]) din Okocim, Brzesko, în sud-estul Poloniei, este o fabrică de bere fondată în 1845.

## Istorie

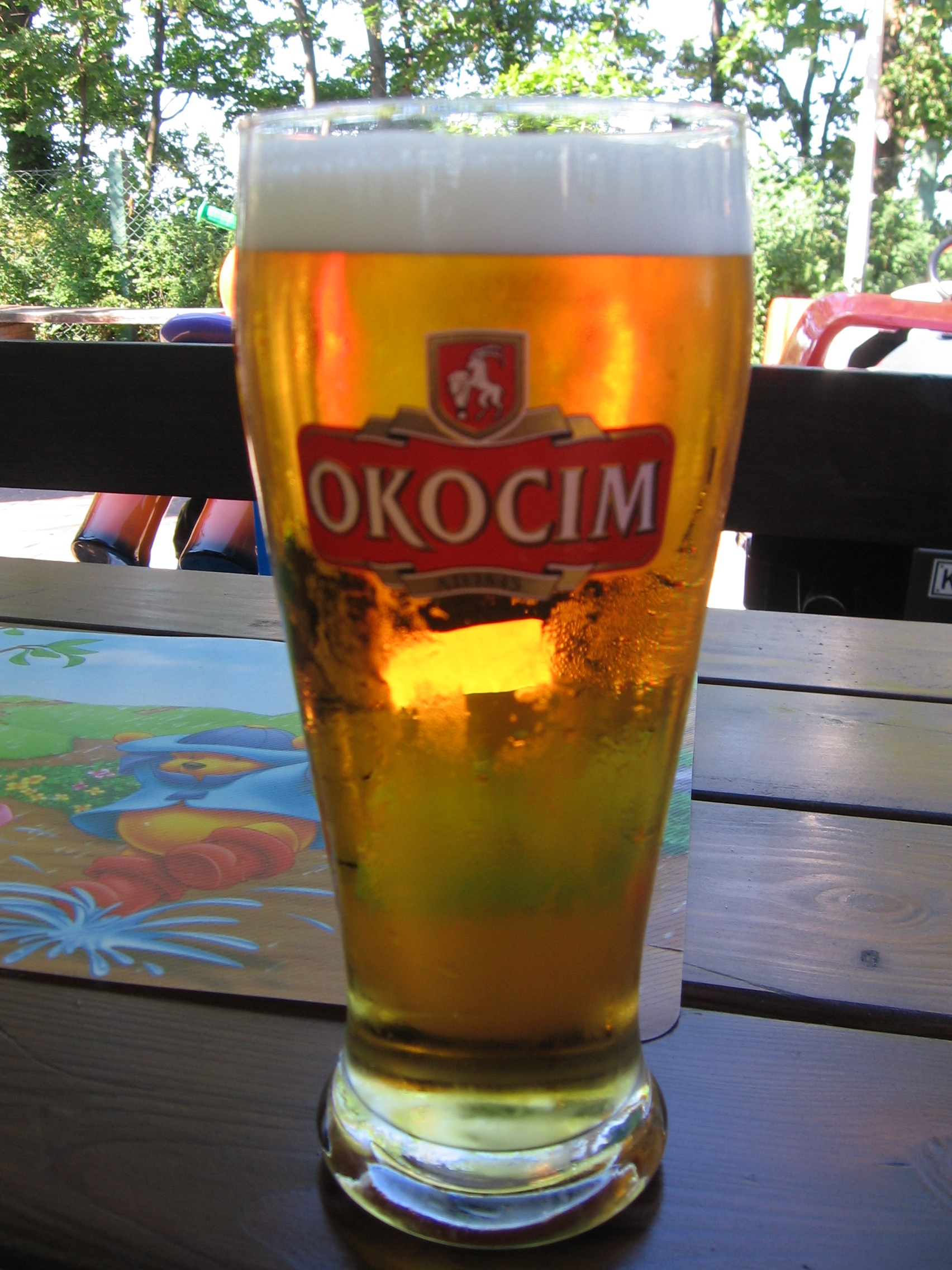
bere Okocim.

Fabrica de bere a fost fondată în 1845 de Johann Evangelist Götz⁠(d) (1815-1893), un producător de bere german născut în Wirtemberg împreună cu Joseph Neumann, din Austro-Ungaria, și un nobil polonez local, Julian Kodrębski. Primul lot de bere a fost preparat la 23 februarie 1846. În timpul „Rabacja”, o răscoală țărănească de inspirație austriacă din Galiția din 1846, îndreptată împotriva nobilimii poloneze, precum și a negustorilor bogați, Götz abia a scăpat cu viață. A supraviețuit datorită ajutorului de la prietenii locali și pentru că lucrătorii fabricii sale de bere s-au ridicat în apărarea sa, atestând că afacerea lui oferă un salariu bun și condiții decente de muncă. La rândul său, Götz a ajutat la salvarea vieții lui Julian Kodrębski, care i-a finanțat parțial fabrica de bere, ascunzându-l în pădurea de pe malul râului Uszwica din Brzesko și oferindu-i mâncare care a fost adusă timp de zece zile de către muncitori de la fabrica de bere.

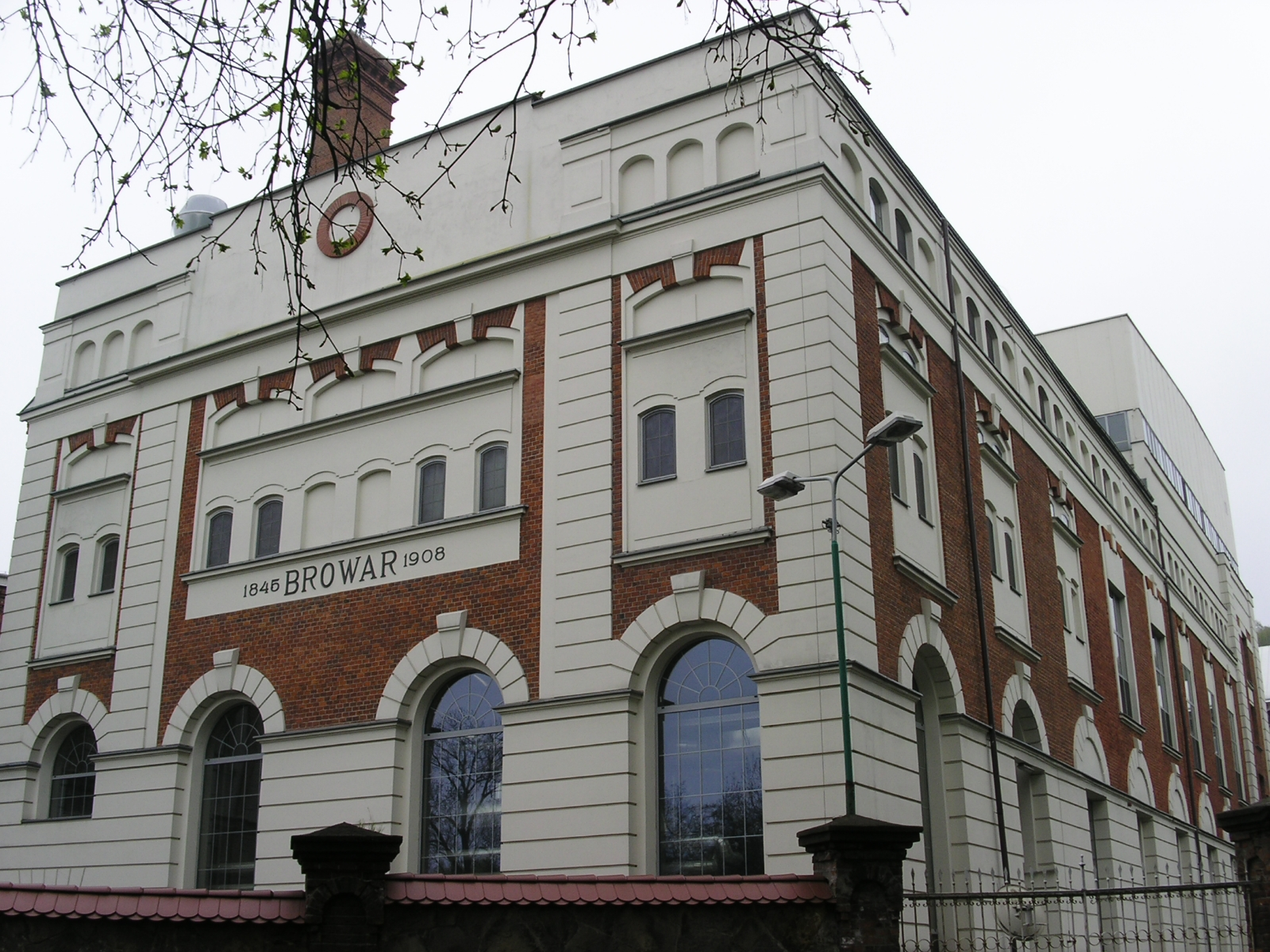
Clădirea fabricii de bere

După moartea lui Neumann, Götz a devenit singurul proprietar al fabricii de bere. A modernizat întreprinderea și a extins-o, adăugând o malțărie în 1875. În 1884, fabrica de bere a fost vizitată de J. C. Jacobsen, fondatorul fabricii de bere Carlsberg din Danemarca.
După moartea lui Johann Evangelist Götz în 1893, fabrica de bere a fost preluată de către fiul său, Jan Albin Goetz⁠(d). Jan Albin a extins și mai mult afacerea familiei, s-a căsătorit cu o aristocrată poloneză și și-a schimbat numele în Goetz-Okocimski. Familia Götz s-a asimilat rapid în cultura poloneză, membrii ei au devenit patrioți polonezi și s-au angajat în politica poloneză. Printre alte eforturi, au finanțat o statuie a lui Adam Mickiewicz, o galerie și Teatrul Juliusz Słowacki din Cracovia, au contribuit cu bani pentru a cumpăra castelul Wawel de la autoritățile austriece. Jan Albin a fost și președintele Koło Polskie („Cercul polonez”) în parlamentul austriac, iar după ce Polonia și-a recâștigat independența, a fost un senator în Seimul Poloniei. El a construit o legătură feroviară privată între fabrica sa de bere și gara Brzesko. Fiind cea mai bogată persoană din Polonia Mică la acea vreme, a fost, de asemenea, un filantrop și un patron al artelor; iar portretul său a fost pictat de Stanisław Wyspiański și Jacek Malczewski.

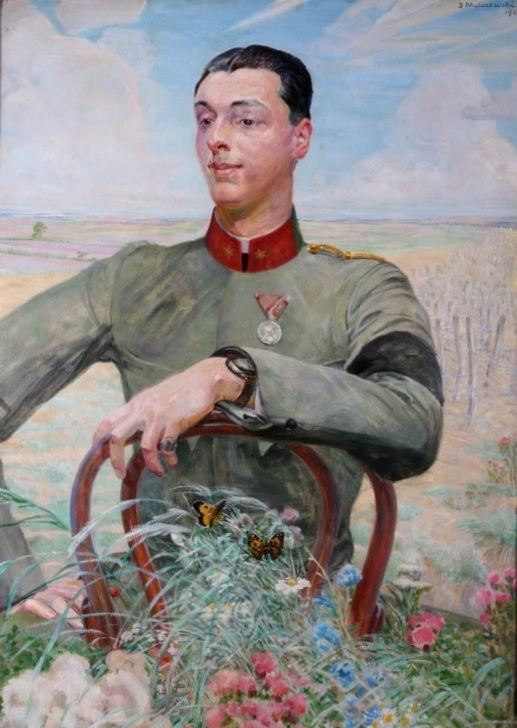
Portretul lui Antoni Jan Goetz-Okocimiski de Jacek Malczewski.

La începutul secolului al XX-lea, fabrica de bere Okocim era cea mai mare fabrică de bere din ținuturile fostei Uniuni statele Polono-Lituaniene (care a fost împărțită de Rusia, Austria și Prusia la sfârșitul secolului al XVIII-lea) și a șasea ca mărime, din aproximativ 1600 de fabrici de bere, de pe tot teritoriul imperiului habsburgic. Până în 1911 a ajuns a cincea fabrică ca mărime, producția anuală ajungând la 380 de mii de hectolitri.
În anii 1930, în Polonia recent independentă, fabrica de bere a fost condusă de fiul lui Jan Albin, Antoni Jan Goetz, care a preluat conducerea în 1931. Cu toate acestea, după invazia germană a Poloniei, familia a fugit din Polonia și s-a îndreptat spre Franța, iar fabrica de bere a fost preluată de naziști. Antoni Jan Goetz a murit în Nairobi, Kenya în 1962.
La sfârșitul războiului, în 1945, fabrica de bere a fost naționalizată de autoritățile comuniste din Republica Populară Polonă și reorganizată ca „Okocimskie Zakłady Piwowarskie” (Fabrica de bere Okocim). În perioada comunistă, împreună cu Fabrica de bere Żywiec, Okocim a fost unul dintre cei doi producători de bere cărora li sa permis să-și vândă produsele în afara regiunii sale și în străinătate.
După căderea comunismului în 1990, a fost transformată într-o întreprindere de afaceri administrată de guvern și ulterior a fost scoasă la licitație, reprivatizată și listată la Bursa de Valori din Varșovia. Din 1996, fabrica de bere este parte a companiei Carlsberg Polska, Carlsberg Breweries A/S.
Palatul familiei Goetz-Okocimiski, care a fost preluat, de asemenea, de naziști și apoi naționalizat de comuniști, a fost și el reprivatizat și vândut descendenților familiei în 2007. În 2008, palatul a fost vândut unui cuplu privat care a intenționat să transforme fosta reședință a familiei Goetze într-un hotel de cinci stele și un centru spa modern, care ar include posibilitatea de a face baie în berea produsă de berărie.
Astăzi, există cel puțin trei fabrici de bere în funcțiune. Berăria este bine conservată și este un loc clasic în istoria modernă a producerii berii, deși modificările recente au dus la extinderea fabricii și au fost instalate și câteva piese moderne de echipamente.